# Iryan Fandi
 Iryan Fandi (* 9. August 2006 in Singapur), mit vollständigen Namen Iryan bin Fandi Ahmad, ist ein singapurischer Fußballspieler.

## Karriere
Iryan Fandi erlernte das Fußballspielen in der Schulmannschaft der Anglo-Chinese School sowie in den Jugendmannschaften der Lion City Sailors und Hougang United. Als Jugendspieler absolvierte er für Hougang United sein erstes Erstligaspiel. Sein Erstligadebüt in der Singapore Premier League gab  Iryan Fandi am 16. April 2023 (9. Spieltag) im Heimspiel gegen die Tampines Rovers. Bei dem 1:1-Unentschieden wurde er in der 76. Minute für den verletzten Jordan Vestering eingewechselt.

## Sonstiges
Iryan Fandi ist der Sohn von Fandi Ahmad und der Bruder von Irfan Fandi, Ikhsan Fandi und Ilhan Fandi.